# Samba pour SAS
Samba pour SAS est le 4e roman de la série SAS, écrit par Gérard de Villiers et publié en 1966 aux éditions Presses de la Cité. Comme tous les SAS parus au cours des années 1960, le roman a été édité lors de sa publication en France à 50 000 exemplaires. Le roman a été publié à deux reprises en 1966, puis a été réédité en 1973, en 1975, en 1993 et en 1994.

## Intérêt du roman et contexte historique
L'action du roman est censée se dérouler courant 1966, principalement à Rio de Janeiro et un peu à Brasilia.
Le roman  met en scène la dictature militaire qui règne depuis peu au Brésil, ainsi que les ravages de l'hyperinflation. Il évoque aussi l'action subversive des États-Unis qui utilisent leurs services secrets pour des motifs purement économiques, en l'occurrence pour l'approvisionnement de leur pays en manganèse.
Le gisement de manganèse situé dans l'Amapá, est une référence à l'exploitation du site de Serra do Navio sous l'impulsion des États-Unis qui cherchait à combler leur retard dans l'exploitation de ce minerai par rapport à l'URSS.
Le roman fait plusieurs fois référence à la Samba de Langoustes dont les paroles ont été écrites à la suite de la Guerre des Langoustes qui a opposé la France au Brésil au début des années 1960.
La scène de fusillade à Brasilia fait référence à l'assassinat, par arme à feu, en plein Sénat, du sénateur José Karaila (renommé José Carala dans le roman) victime du Sénateur Arnon Afonso de Farias Melo (pt) qui visait en fait son rival politique Silvestre Péricles.

## Personnages principaux
- Malko Linge : héros du roman, Autrichien, agent contractuel de la CIA sous couverture de vice-consul.
- Frank Gunder : chef de l'antenne de la CIA à Rio.
  - (remarque : Andre Gunder Frank était un économiste américain spécialiste de l'Amérique latine).
- Kurt von Falkenhausen : noble allemand et lointain cousin de Malko, gérant de la banque de Mines-Geraco.
  - (remarque : von Falkenhausen est réellement le nom d'une famille de la noblesse allemande, dont l'un des membres Alexander von Falkenhausen, fut gouverneur militaire de la Belgique occupée entre 1940 et 1944).
- Ruth Castella : fonctionnaire brésilienne à l'ambassade américaine et agent de la CIA à Rio.
- Alvaro Cunha : millionnaire brésilien, analphabète, âgé d'environ 70 ans.
  - (remarque : quasi homonyme d'Alvaro Cunhal, membre du parti communiste Portugais).
- Linda Cunha : 24 ans, fille d'Alvaro Cunha.
- Axel von Ritersdorf : fiancé de Linda.
- Alfonso Crandao : avocat et exécuteur testamentaire d'Alvaro Cunha
- Lin-Pao : femme, médecin et communiste
  - (remarque : quasi homonyme de Lin Piao, ministre de la défense chinois de 1959 à 1971).
- José Carala : sénateur et correspondant de la CIA.
  - (remarque : homonyme de José Karailasénateur brésilien, assassiné en plein sénat).
- Gustavo Orico : secrétaire personnel de Cunha et agent de la CIA.
- Bob Jaguari : trafiquant et contrebandier.
- Hipolito da Costa : instituteur.
  - (remarque : homonyme d'Hipólito José da Costa, académicien et diplomate brésilien du début du XIXe siècle).

## Résumé

### Début du roman
Le roman commence par l'enterrement secret à Rio de Janeiro d'un homme blond dont on dit qu'il s'appelle Malko Linge et qu'il a été tué peu de temps auparavant, le jour même de son arrivée au Brésil. On apprend ensuite que l'homme avait usurpé l'identité du « véritable Malko » et qu'il a été assassiné sur ordre du chef de l'antenne de la CIA à Rio, Frank Gunder. Le vrai Malko arrive à Rio sous la couverture de vice-consul des États-Unis. Sa mission consiste à convaincre Alvaro Cunha, propriétaire d'une mine de manganèse, de vendre le terrain contenant le gisement à une société contrôlée par la CIA (« votre objectif : faire signer le vieux »). Frank Gunder soupçonne Cunha de faire lanterner les négociateurs dans l'attente d'une vente à un autre candidat, soutenu par l'Union soviétique ou un autre pays du camp occidental. Il y aurait donc d'autres « compétiteurs » qu'il s'agit de prendre de vitesse. L'affaire est d'autant plus urgente que la fille de Cunha, Linda, va se marier avec Axel von Ritersdorf, et que s'il meurt, sa fille héritera de ses biens et pourra vendre la mine de manganèse à qui elle veut (chapitres 1 et 2).
Discutant sur une plage avec Ruth Castella, une brésilienne noire attachée à l'ambassade américaine et informatrice de la CIA, Malko et la jeune femme échappent de peu à une tentative d'assassinat, au cours de laquelle la jeune femme est grièvement blessée (chapitre 3). Puis Malko se rend à Brasilia pour rencontrer José Carala, un sénateur ami des États-Unis, mais ce dernier se fait assassiner au sein du parlement (chapitre 4).

### Aventures
Malko rencontre alors Alvaro Cunha et lui propose de signer le contrat de vente dans un court délai. L'homme temporise et remet à plus tard. Malko fait aussi la connaissance de la fille du millionnaire, Linda Cunha. Après avoir de nouveau échappé à une tentative de meurtre par arme à feu, Malko est contacté par Lin-Pao, une médecin communiste chinoise, qui lui déclare qu’Axel von Ritersdorf, le fiancé de Linda, est en réalité l'Obersturmführer Dieter Malsen, ancien membre du camp de concentration de Birkenau, ancien membre de la Gestapo de Brème, aujourd'hui à la tête d'une mystérieuse « Internationale nazie » qui veut mettre la main sur le manganèse du vieux Cunha. Puis Lin-Pao désigne un endroit à Malko où celui-ci déterre un cadavre. Il s'agit de l'homme qui avait usurpé son identité en début de roman. Après l'avoir quittée, Malko est déconcerté par ce qu'il a appris durant cette soirée. Il retourne voir Lin-Pao et la découvre, à son domicile, morte décapitée. Rencontrant quelques jours après Linda Cunha, celle-ci provoque sexuellement Malko et lui propose de finir la soirée chez elle. Malko aperçoit la présence d'un homme caché derrière un rideau, prévient Linda et quitte précipitamment le logement de la jeune femme. Surveillant les lieux, Malko découvre que l'homme caché était le fiancé, Axel von Ritersdorf, qui voulait assister aux ébats de la jeune femme en étant caché ! (chapitres 5 et 6).
Mais sa mission principale, Malko essaie de la remplir en rencontrant à plusieurs reprises Alvaro Cunha et en tentant de le faire signer l'acte de vente. Néanmoins le vieux brésilien préfère faire des parties de gin rami avec Malko, lui promettant de signer « en temps utile ». Malko rapporte ses échecs successifs à Frank Gunder, et lui explique qu'il a découvert que Cunha se rend fréquemment chez une femme, apparemment dans le cadre d'une relation sentimentale suivie. Une surveillance de Cunha est mise en place. Un jour, Frank Gunder voit Cunha en train de parler avec un homme puis signer un mystérieux papier. Gunder, persuadé que Cunha vient de signer l'acte de vente avec une puissance tierce, entre dans le petit appartement et abat Cunha, tandis que l'autre homme, Hipolito da Costa, est fait prisonnier. Une explication a lieu. Malko et Gunder découvrent stupéfaits que leur interprétation des faits était totalement erronée : Cunha prenait des cours pour apprendre à lire et à signer ! Malko aide l'instituteur à prendre la fuite avant que Gunder l'abatte aussi. Peu après, Malko est assommé et fait prisonnier par Linda (chapitres 7 et 8). Malko a donc été enlevé par Linda qui veut se venger de la mort de son père. Hipolito da Costa innocente Malko in extremis alors que Linda s'arrêtait à le faire mourir. Malko est libéré. Frank Gunder lui annonce que, pour éviter que le manganèse ne tombe entre de mauvaises mains, il faut exécuter Linda et son fiancé Alex. On pourra alors traiter Alfonso Crandao, l'exécuteur testamentaire d'Alvaro Cunha. Malko rencontre de nouveau Linda et Alex pour une ultime discussion à bord de leur yacht, mais ils refusent la proposition de vente. une bombe placée dans le yacht par Frank Gunder explose, tuant le couple. Malko n'en réchappe que par miracle. En examinant le cadavre d'Alex, Malko a la confirmation que ce dernier est bien un ancien nazi. Mais Malko est pourchassé par les tueurs de Gunder, qui ont ordre de « tout nettoyer », mais il parvient à leur échapper (chapitres 9 et 10).

### Fin du roman
Malko est récupéré par Frank Gunder qui, ignorant ce que sait Malko, l'envoie en convalescence à l'hôpital. Malko a compris que quelqu'un a trahi et va interroger Ruth castella. Elle avoue qu'elle a effectivement trahi la CIA et qu'elle travaille pour Alfonso Crandao, qui lui a ordonné d'être agent double. Crandao, depuis le début, voulait que Cunha et sa fille meurent et s'est arrangé pour que Gunder et Malko croient à la trahison du vieil homme. Grâce à Ruth, Crandao a aussi réussi à éliminer Linda et Alex. Lin-Pao travaillait aussi pour Crandao, lequel avait aussi fait assassiner José Carala à Brasilia. Face à ces aveux, Malko emmène de force Ruth au domicile de Crandao pour une confrontation. Alors que Malko menace Crandao de le tuer, l'épouse de ce dernier, Lisa Crandao, survient et désarme Malko, avant de tuer Ruth de plusieurs balles dans le torse. Malko s'échappe du domicile des Crandao et va au domicile de son compatriote Kurt von Falkenhausen. Ce dernier est le gérant de la banque qui détient le testament d'Alvaro Cunha. Malko lui explique toute l'affaire et lui demande la possibilité d'examiner le testament et d'éventuellement le modifier. Kurt von Falkenhausen accepte et ouvre le coffre personnel d'Alvaro da Cunha. Malko trouve le testament et, à l'aide d'une machine à écrire, en refait un autre identique. La signature est facile à contrefaire : il s'agit d'une croix. Malko détruit alors le testament original qui désignait Crandao comme légataire universel si Cunha et sa fille décédaient. Le nouveau testament rédigé par Malko prévoit la création d'un musée (chapitres 11 et 12).
Enfin, Malko retourne au domicile des Crandao et croise le couple en train de quitter son domicile avec sa voiture. Pour venger la mort de José Carala, de Ruth et de Lin-Pao, Malko exécute froidement Alfonso Crandao. L'épouse de celui-ci s'échappe par la portière et est fauchée quelques dizaines de mètres plus loin par un camion (chapitre 13).

## Autour du roman
- Véhicule de collection : Malko trouve un taxi, une (en) Kaiser-Frazer[3].
- L'auteur indique dans son récit que c'est la première fois que Malko tue un homme froidement, la fois suivante ce sera dans SAS à l'ouest de Jérusalem où Malko tuera un milliardaire arabe. Toutefois, dans Que viva Guevara (1970, il sera indiqué par l'auteur que Malko n'avait tué aucun homme depuis Samba pour SAS[4].